# Беляевский, Семён Логвинович
Семён Логвинович Беляевский (1913—1983) — участник Великой Отечественной войны, командир взвода 100-го гвардейского стрелкового полка 35-й гвардейской стрелковой дивизии 8-й гвардейской армии 1-го Белорусского фронта, гвардии лейтенант. Герой Советского Союза (1945).

## Биография
Родился 3 февраля 1913 года в х. Широко-Атамановский Области Войска Донского, ныне Морозовского района Ростовской области в крепкой казачьей семье. Русский.
Образование начальное среднее. Работал бухгалтером зерносовхоза.
На фронтах Великой Отечественной войны с февраля 1942 года. Окончил курсы младших лейтенантов в 1943 году. Член ВКП(б)/КПСС с 1944 года.
Командир взвода 100-го гвардейского стрелкового полка гвардии лейтенант Беляевский отличился 1 августа 1944 года при форсировании реки Вислы южнее города Магнушев (Польша). Взвод захватил плацдарм на левом берегу и способствовал переправе подразделений полка. Беляевский был ранен, но продолжал управлять боем.
С 1946 года старший лейтенант Беляевский находился в запасе.
Умер в 1983 году в г. Морозовске Ростовской области.

## Память
- Мемориальная доска в память о Беляевском установлена Российским военно-историческим обществом на здании Широко-Атаманской общеобразовательной школы, где он учился.

## Награды
- Медаль «Золотая Звезда» Героя Советского Союза (24.03.1945).
- Награждён орденами Ленина и Отечественной войны 1 степени.
- Медали.